# Neil McBride
Neil McBride (13 avril 1910 - 9 septembre 1974) est un homme politique du parti travailliste britannique.
Il est élu député de Swansea Est d'une élection partielle en 1963 jusqu'à sa mort, à l'âge de 64 ans, peu avant les élections générales d'octobre 1974. Il est whip du gouvernement de 1966 à 1970 .

## Biographie
Neil McBride, du nom de son père, est né à Neilston en Écosse. Il fréquente son école catholique locale, la St. Thomas's School et plus tard le National Labour College. Il travaille pour James Brown and Co. de Clydebank en tant que finisseur de cuivres jusqu'à son élection au parlement en 1963.
Il est également un grand voyageur, voyageant dans diverses régions d'Europe, d'Afrique, d'Amérique du Sud et du Moyen-Orient. Il épouse Delia Maloney de Paisley le 12 juin 1937. Ils vivent à Brynhyfryd, Swansea.
Neil est décédé le 9 septembre 1974 à son domicile après une maladie de sept mois.

## Carrière politique
McBride commence sa carrière politique en rejoignant le Syndicat fusionné du génie en 1937, puis le Parti travailliste en 1940, en plus de faire partie du Parti coopératif et du Parti travailliste de Paisley; il est président du Paisley CLP 1950–62. En octobre 1951, McBride se présente à Perth et à East Perthshire, mais échoue. De même, il perd à High Peak dans le Derbyshire en 1955. De 1964 à 1966, McBride est à la fois secrétaire du groupe syndical du PLP et président du comité des transports du PLP.
Neil succède à DL Mort en tant que député de Swansea East en mars 1963 à la suite d'une élection partielle. Il est le troisième homme écossais à représenter une circonscription au Pays de Galles en tant que député. En plus d'être whip du gouvernement de 1966 à 1970, il est lord-commissaire au Trésor de 1969 à 1970. Bien que le gouvernement travailliste ait été battu en 1970, McBride conserve son rôle de whip de l'opposition au parlement. En outre, il est président du Groupe parlementaire travailliste gallois, de 1972 à 1973. McBride remporte les élections de février 1974 par 19 687 voix, mais ne siège pas pour cause de maladie.